# Underslös naturreservat
Underslös naturreservat är ett naturreservat i Tanums kommun i Bohuslän.
Området är skyddat sedan 2018 och är 41 hektar stort. Det är beläget öster om Tanumshede och består av  talldominerad skog med mycket hällmarker. I sänkorna finns lövdominerade skogar med ek och asp. På några ställen finns också yngre till medelålders bok- och ekskog. 
Naturreservatet förvaltas av Västkuststiftelsen.